# Észak-Karjala

Észak-Karélia fekvése Finnországon belül

Észak-Karélia címere

Észak-Karélia régió, vagy más néven Észak-Karjalai régió (finnül Pohjois-Karjala, svédül Norra Karelen) közigazgatási egység Finnország keleti részén. Észak-Szavónia, Dél-Szavónia, Kainuu, Dél-Karélia és keletről Oroszország határolja. Észak-Karélia régióban mintegy 164 755-en laknak a 2015-ös adatok szerint. A régió területe 21 584,41 km². A népsűrűség 7,7 fő/km². Közigazgatási központja Joensuu.

## Települések a régióban
Észak-Karélia régióban mindössze 13 település található.
- Ilomantsi
- Joensuu
- Juuka
- Kitee
- Kontiolahti
- Lieksa
- Liperi
- Nurmes
- Outokumpu
- Polvijärvi
- Rääkkylä
- Tohmajärvi
- Valtimo

## Képgaléria

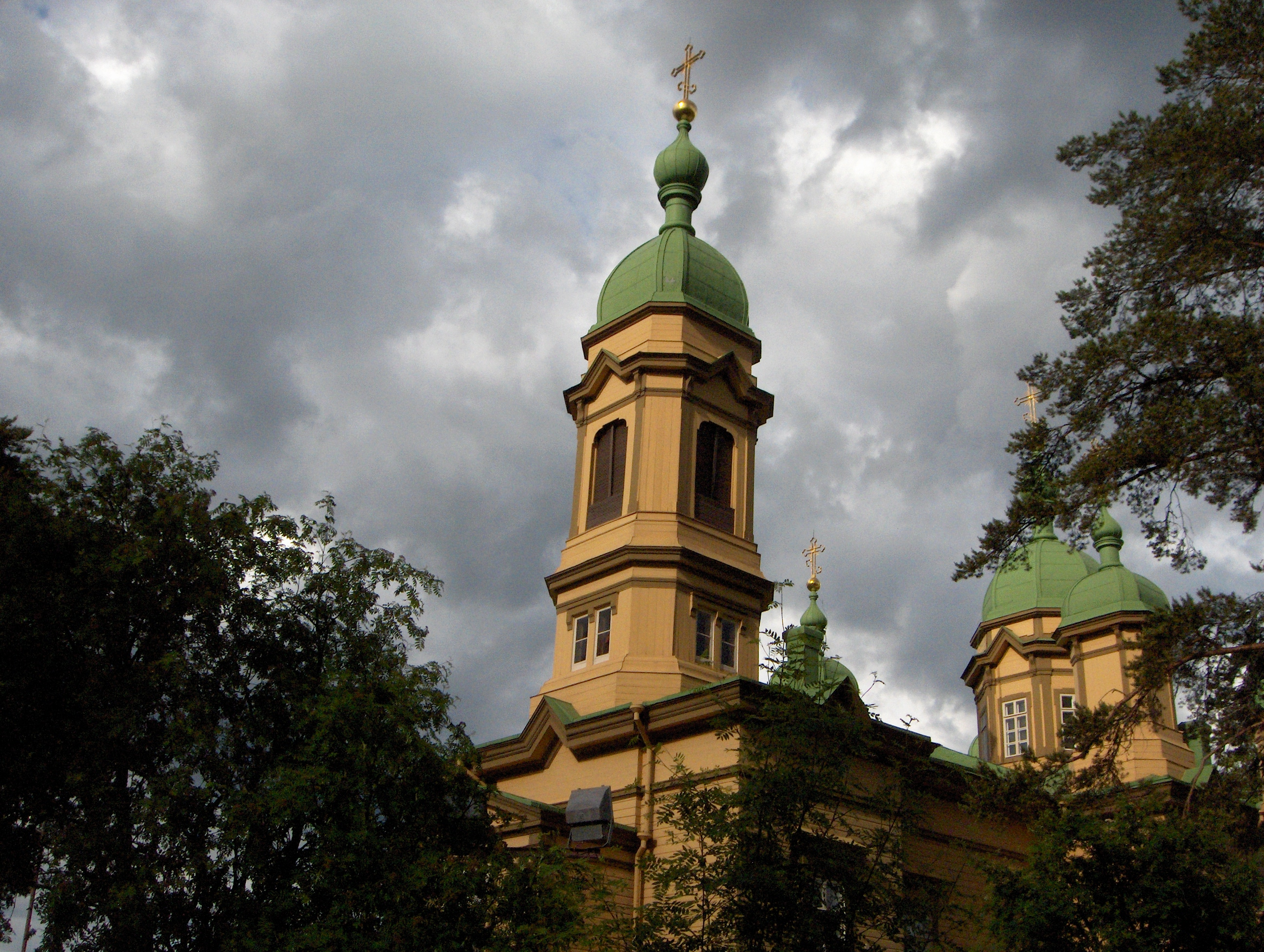
Ilomantsi ortodox templom
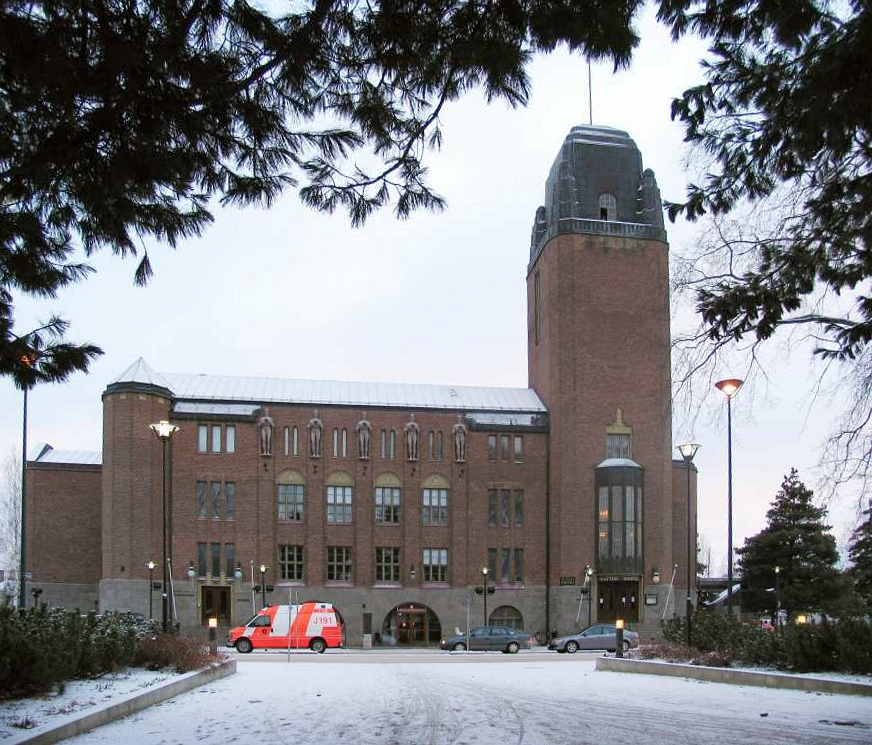
Joensuu, Városháza
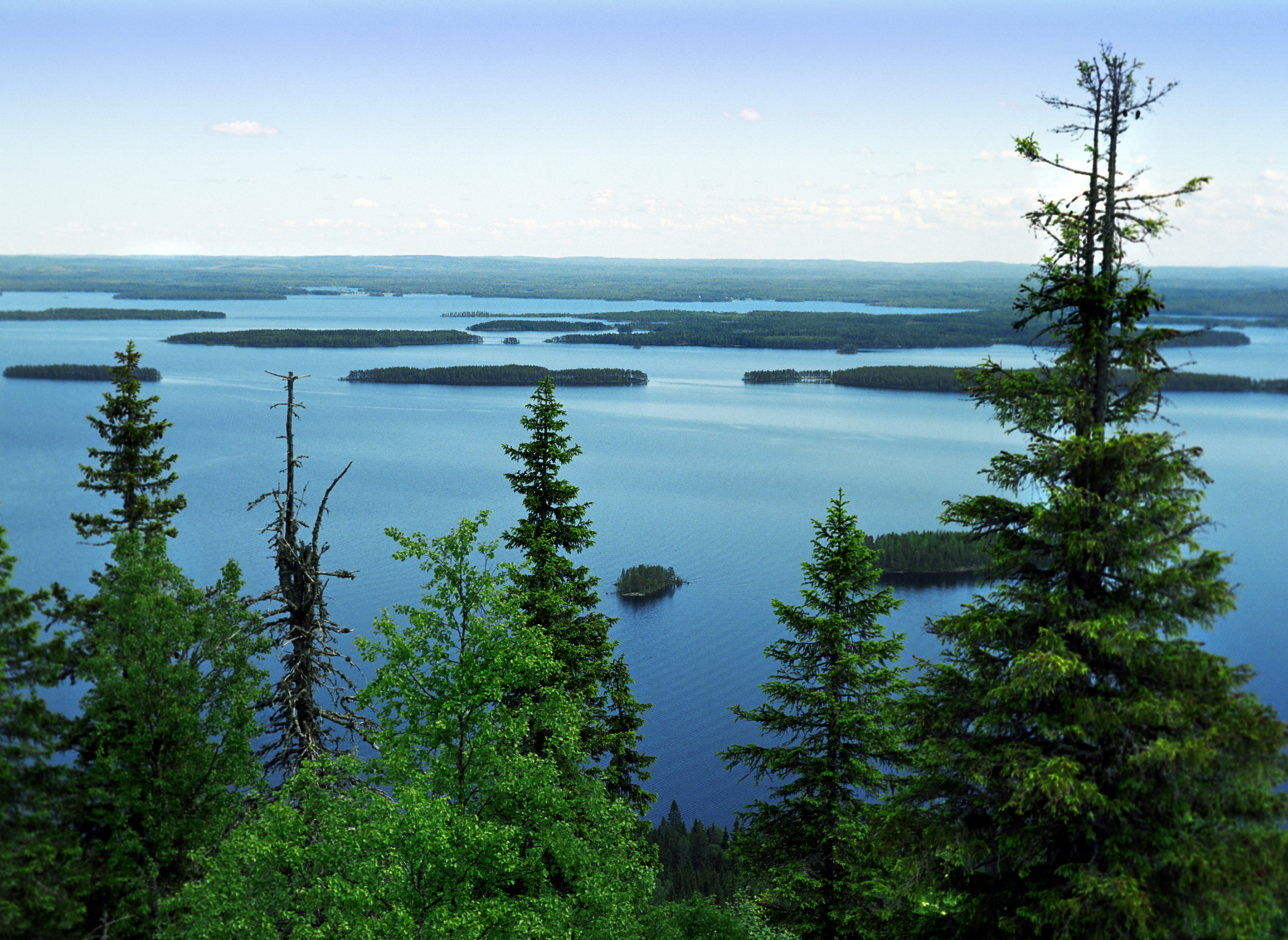
A Pielinen-tó látképe
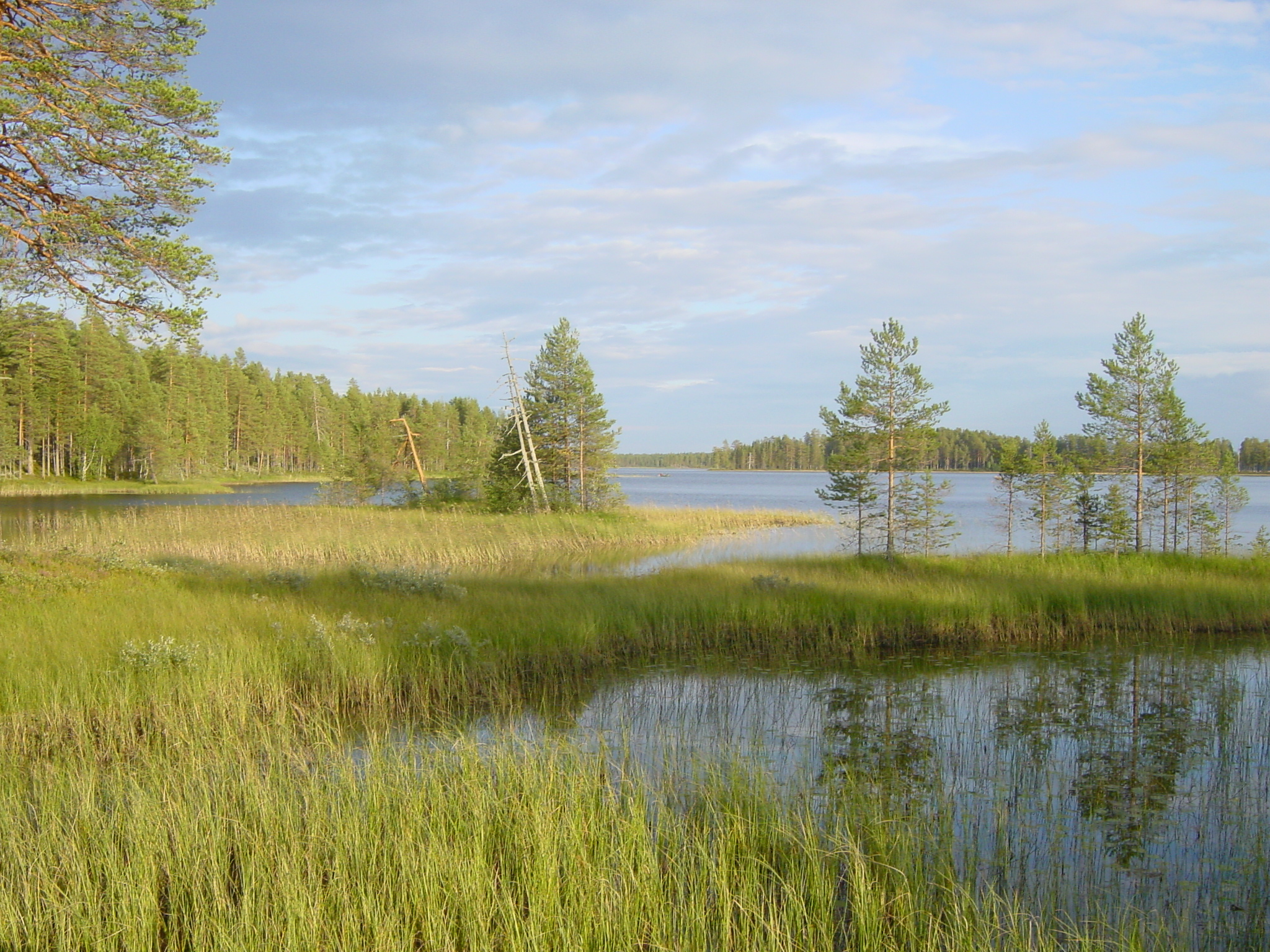
A Patvinsuo Nemzeti Park, Lieksa
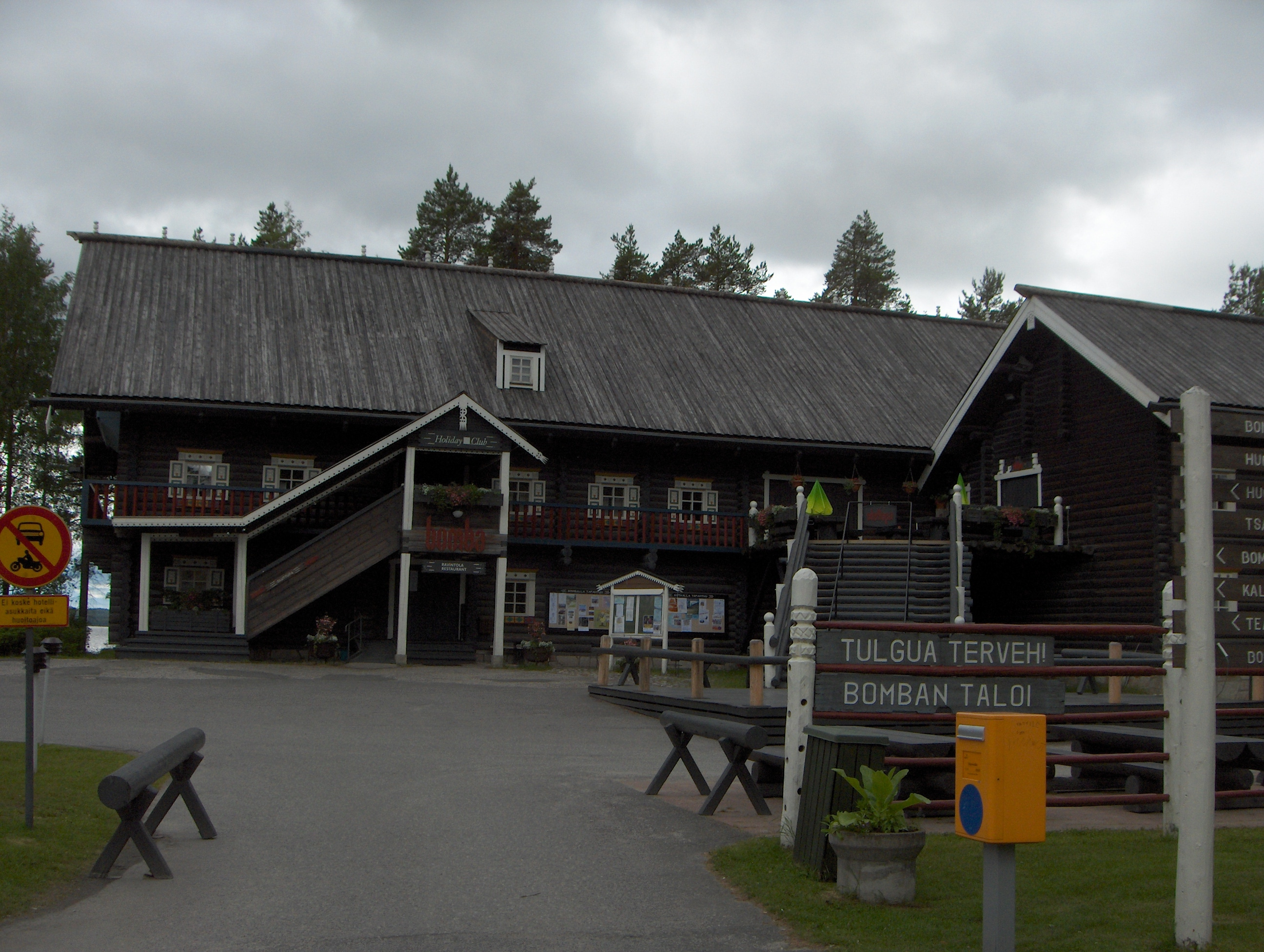
The Border-Karelian Bomba House, Nurmes
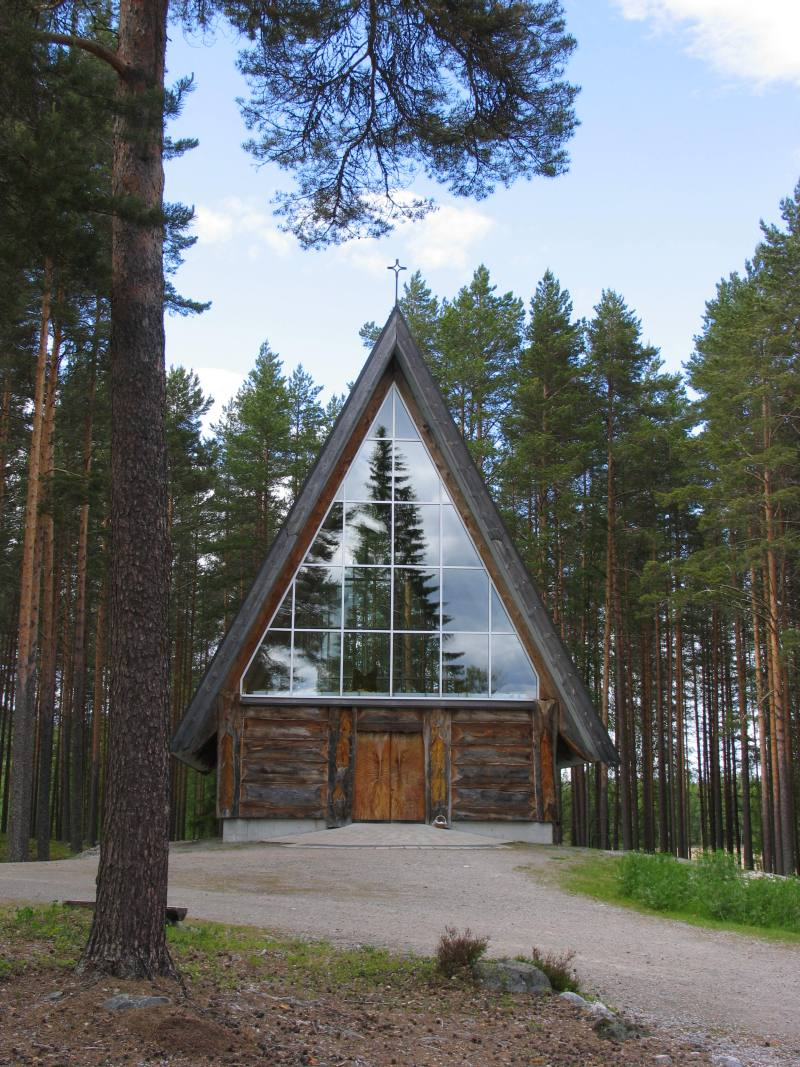
A Paateri-templom Lieksában
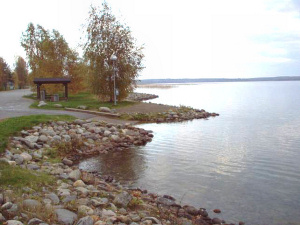
A Kuorinka-tó Liperi mellett
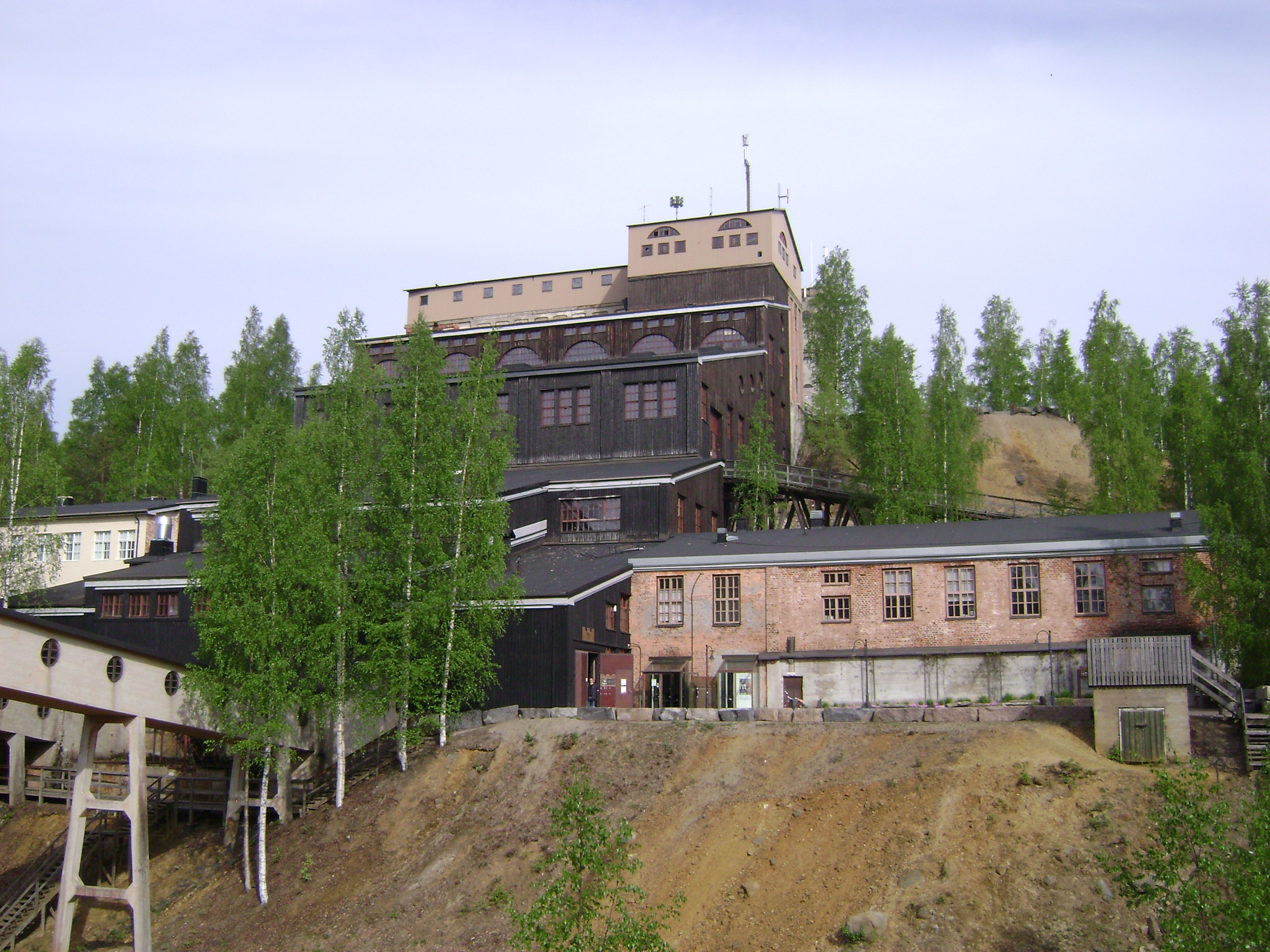
A régi rézbánya Outokumpuban
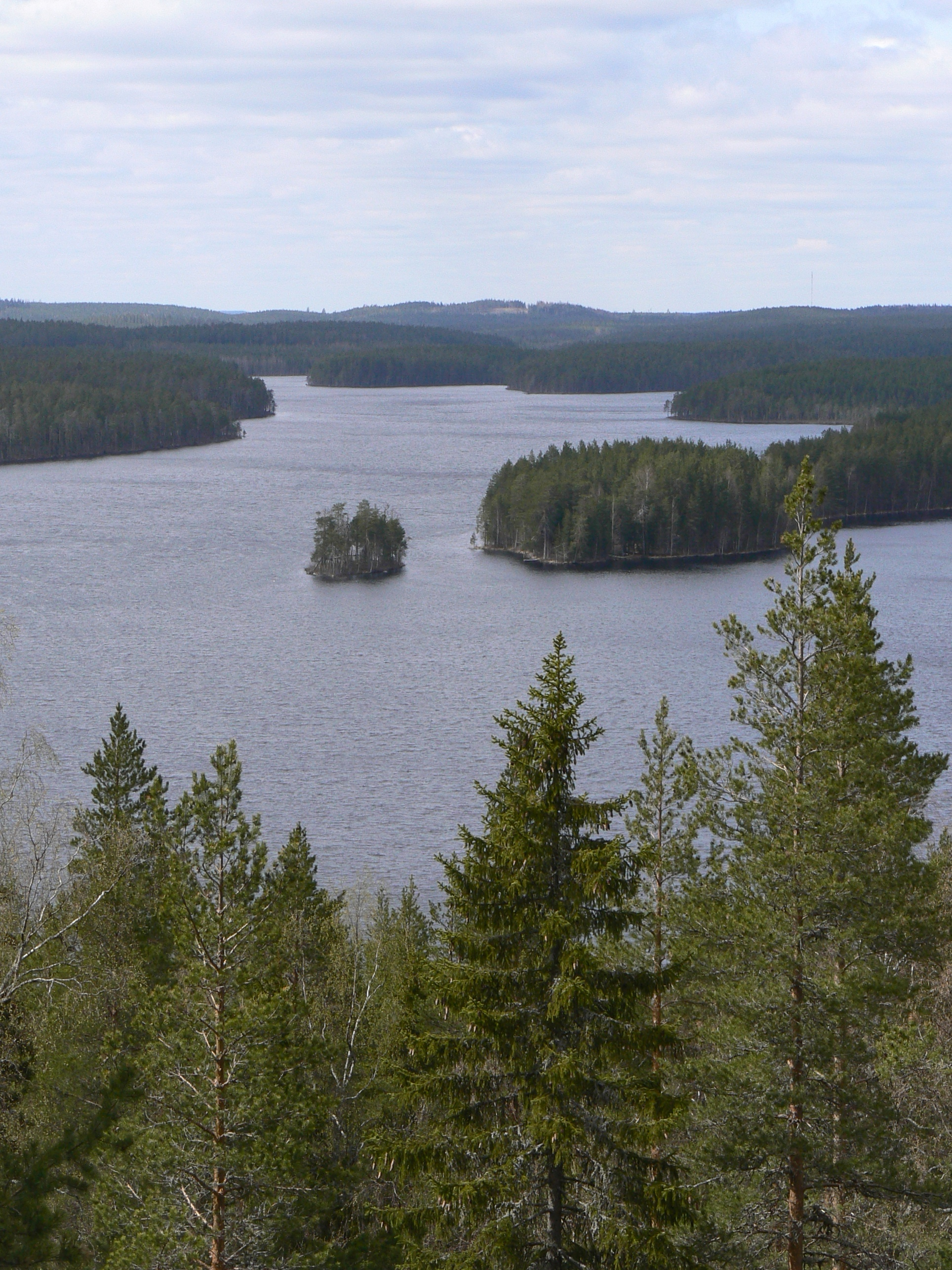
A Neitijärvi-tó Lieksában
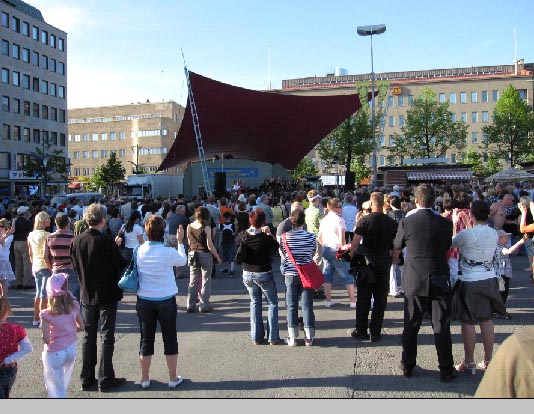
A joensuui piac

## Fordítás
Ez a szócikk részben vagy egészben  a   North Karelia című angol Wikipédia-szócikk ezen változatának fordításán alapul.  Az eredeti cikk szerkesztőit annak laptörténete sorolja fel. Ez a jelzés csupán a megfogalmazás eredetét és a szerzői jogokat jelzi, nem szolgál a cikkben szereplő információk forrásmegjelöléseként.